# Пашнин, Олег Георгиевич
Олег Георгиевич Пашнин (1926 или 8 марта 1928 — 30 апреля 1999) — советский моряк, главный инженер-механик атомного ледокола «Арктика» . Член КПСС с 1952 года. Герой Социалистического Труда (1977).

## Биография
Родился 8 марта 1928 года (однако на его могильной плите дата рождения 1926 год) в посёлке Новая Ляля, который в 1938 году стал городом. В 1944 году начал работать, при этом не бросая учёбу. В 1946 году окончил среднюю школу, а в 1951 году Одесское высшее инженерное морское училище и получил специальность инженер-механик. В следующем году стал членом КПСС.
С 1952 по 1958 годы трудился механиком на ледоколах «Капитан Белоусов», «Капитан Воронин» и дизель-электроходе «Обь», которые подчинялись Мурманскому морскому пароходству, а с 1958 по 1962 годы занимал должность инструктора промышленно-транспарантного отдела при Мурманском областном комитете КПСС. В ноябре 1962 года по собственной инициативе получил назначение на должность старшего вахтенного механика атомного ледокола «Ленин», который был приписан к Мурманскому морскому пароходству. Вскоре после назначения освоил атомную паропроизводящую установку, системы и оборудование атомохода, и в 1964 году стал главным инженером-механиком этого ледокола.

## Награды
14 сентября 1977 года, указом Президиума Верховного Совета СССР Олегу Георгиевичу Пашнину «за выдающиеся заслуги в подготовке и осуществлении экспериментального рейса атомного ледокола „Арктика“ в район Северного полюса и проявленные при этом мужество и героизм» было присвоено звание Героя Социалистического Труда с вручением ордена Ленина и медали «Серп и Молот».
Также награждён орденами Трудового Красного Знамени и «Знак Почёта». Был награждён медалями.